# Didier Daeninckx
Ne doit pas être confondu avec Benoît Daeninck.
Œuvres principales
- Meurtres pour mémoire (1984)
- Le Der des ders (1985)
- Le Chat de Tigali (1988)
- La mort n'oublie personne (1989)
- Cannibale (1998)
- Histoire et Faux-Semblants (2007)
- L'Espoir en contrebande (2012)

Didier Daeninckx, né le 27 avril 1949 à Saint-Denis (Seine), est un écrivain français, auteur de romans policiers, de nouvelles et d'essais.
Issu d'une famille modeste, Didier Daeninckx prend le parti d'orienter son œuvre vers une critique sociale et politique au travers de laquelle il aborde certains dossiers du moment (la politique des charters, le négationnisme, etc.) et d'autres d'un passé parfois oublié (le massacre des Algériens à Paris le 17 octobre 1961). Ancien communiste et proche des milieux d'extrême gauche, Didier Daeninckx s'est engagé à de multiples reprises dans des polémiques médiatiques qui lui ont valu en retour les vives critiques de plusieurs écrivains et journalistes. Il se définit comme communiste libertaire depuis le début des années 1990.

## Biographie
Écrivain qui place au cœur de ses fictions la thématique sociale et l'enquête historique sur un passé travesti ou caché, son engagement prend sa source dans son environnement familial partagé entre le courant anarchiste, antimilitariste et le courant communiste. Son arrière-grand-père Sabas Séraphin Daeninckx, originaire de Gand, a déserté l'armée belge en 1884 et s'est installé dans la communauté flamande de Lille, à l'époque où le Belge Pierre Degeyter y compose la musique de L'Internationale. Son grand-père paternel Ferdinand, a lui aussi déserté l'armée en 1917 et, une fois menuisier, a acquis une parcelle à Stains appartenant à Émile Grindel, le père du poète Paul Éluard, où il a élevé son petit-fils. Son grand-père maternel, Jean Chardavoine, issu de la petite paysannerie charentaise, a quitté sa terre pour devenir un cheminot qui conduisait les Pacific, avant d'être élu en 1935 maire communiste de Stains puis conseiller général de la Seine. Sa mère, travaillant dans la confection puis dans les cantines municipales d'Aubervilliers, a milité dans le parti communiste, comme son père tôlier dans l'usine de construction automobile Hotchkiss. Elle a été notamment traumatisée par le matraquage de deux de ses amies dans l'Affaire de la station de métro Charonne laissant l'une morte, l'autre aphasique, ce qui fera s'interroger le futur romancier sur le rôle trouble du préfet Papon qui a ordonné de réprimer cette manifestation. 
Après le divorce de ses parents, Didier va vivre avec sa mère à Aubervilliers où il adhère aux Jeunesses communistes en 1963. Orienté dans le lycée technique Le-Corbusier, il abandonne ses études à seize ans. Il est tout d'abord ouvrier imprimeur à partir de 1966, pendant douze ans (montant notamment une section CGT dans l'entreprise Johnson), puis animateur culturel et enfin journaliste localier, ce qui lui fait découvrir le fait divers dans lequel il peut puiser sa matière romanesque. C'est au cours d'une période de chômage qu'il écrit en 1977 un premier roman, Mort au premier tour, où l'on voit apparaître le personnage névrosé de l'inspecteur Cadin. Refusé par dix éditeurs, il est finalement publié en 1982 par les Éditions du Masque mais passe complètement inaperçu. Le second, Meurtres pour mémoire (1984) qui, bien avant le procès Papon, plaçait doublement sous les feux de la rampe la dérive sanglante de la manifestation FLN du 17 octobre 1961 et la collaboration en 1940, est en revanche bien accueilli. Cet ouvrage publié dans la Série noire lui ouvre les portes de la notoriété.
Suivent la même année le Géant inachevé, toujours avec Cadin, dans lequel il s'attaque à la corruption du milieu politique, et Le der des der, dédié à son grand-père anarchiste et déserteur en 1917, où il dénonce la pratique du fusillé pour l'exemple. Dans Lumière noire (1987), où Cadin apparaît peu, il prend pour cible la politique de reconduction par charters des Maliens expulsés hors des frontières.
Au travers de ses nouvelles (En marge, Zapping), il trace une chronique douce-amère du monde contemporain, « un regard de localier » plus habitué des événements qui ne font pas la une des journaux, mais remplissent les colonnes de faits divers, quand ils ne passent pas complètement inaperçus (Yvonne, la madone de la Plaine).
Déçu par le militantisme politique, il quitte le Parti communiste français en 1981 et se reporte sur les mouvements antiracistes comme Ras l'Front.
Avec Le Chat de Tigali (1988), il publie son premier livre pour la jeunesse, une histoire dénonçant le racisme.
Dans La mort n’oublie personne (1988), considéré comme son ouvrage le plus abouti[Par qui ?], il s'éloigne du roman policier et raconte l'histoire tragique d'un jeune résistant condamné pour meurtre après la guerre. En 1990, Cadin est à bout de souffle et Le Facteur fatal retrace le parcours de l'inspecteur de Strasbourg en 1977 à Aubervilliers en 1989 jusqu'au moment de la chute du mur de Berlin en 1989.
Le Grand Prix Paul Féval de Littérature Populaire lui est attribué en 1994 pour l'ensemble de son œuvre. Ses romans sont aujourd'hui traduits dans une vingtaine de langues.
Avec Cannibale (1998), il réveille le souvenir des « zoos humains » de la IIIe République, en racontant l'histoire des Kanaks exposés comme des animaux dans un zoo lors de l'exposition coloniale de 1931. Il dit s'être intéressé à la Nouvelle-Calédonie à la mort du dirigeant indépendantiste Éloi Machoro. Il revient sur ce thème avec Le Retour d'Ataï (2002) qui évoque la revendication du peuple kanak de voir revenir au pays la tête du grand chef Ataï.

## Engagements politiques
Il a été l’un des principaux rédacteurs des articles du site internet amnistia.net, un site « d'information et d'enquêtes » aujourd'hui disparu, animé également par d'anciens membres italiens des Brigades rouges,.
Il est ainsi au centre d'une polémique en 1997 à la suite de la parution du Goût de la vérité qui répond à un ouvrage de Gilles Perrault, Le Goût du secret. Daeninckx reproche dans ce texte à Gilles Perrault qui a été parachutiste en Algérie de faire l'apologie du colonialisme, avant d'évoluer vers un engagement politique de gauche. Il accuse Perrault d'être manipulé par la DST et les intégristes musulmans. Cette polémique est liée aussi aux litiges au sein de l'association Ras l'front, à laquelle appartenait Daeninckx, qu'il a quittée depuis, et dont Gilles Perrault fut porte-parole.
Attaqué en justice par Vladimir Jirinovski à la suite du livre qu'il a publié en collaboration avec Pierre Drachline, Didier Daeninckx a fait débouter l'homme politique nationaliste russe.
En juin 2001, un colloque auquel participait Didier Daeninckx a été interrompu avec virulence par un groupe de personnes militants de gauche, dont plusieurs écrivains (Gérard Delteil, Thierry Jonquet, Maurice Rajsfus, Jean-Pierre Bastid, etc.). Lors d'un festival du roman noir à Paris d'autres écrivains (Jean-Bernard Pouy, Frédéric H. Fajardie, Jean-Jacques Reboux, Roger Martin, Jean-Hugues Oppel, Dominique Manotti, Daniel Prévost, etc.) lui ont au contraire manifesté leur solidarité personnelle en cette occasion.

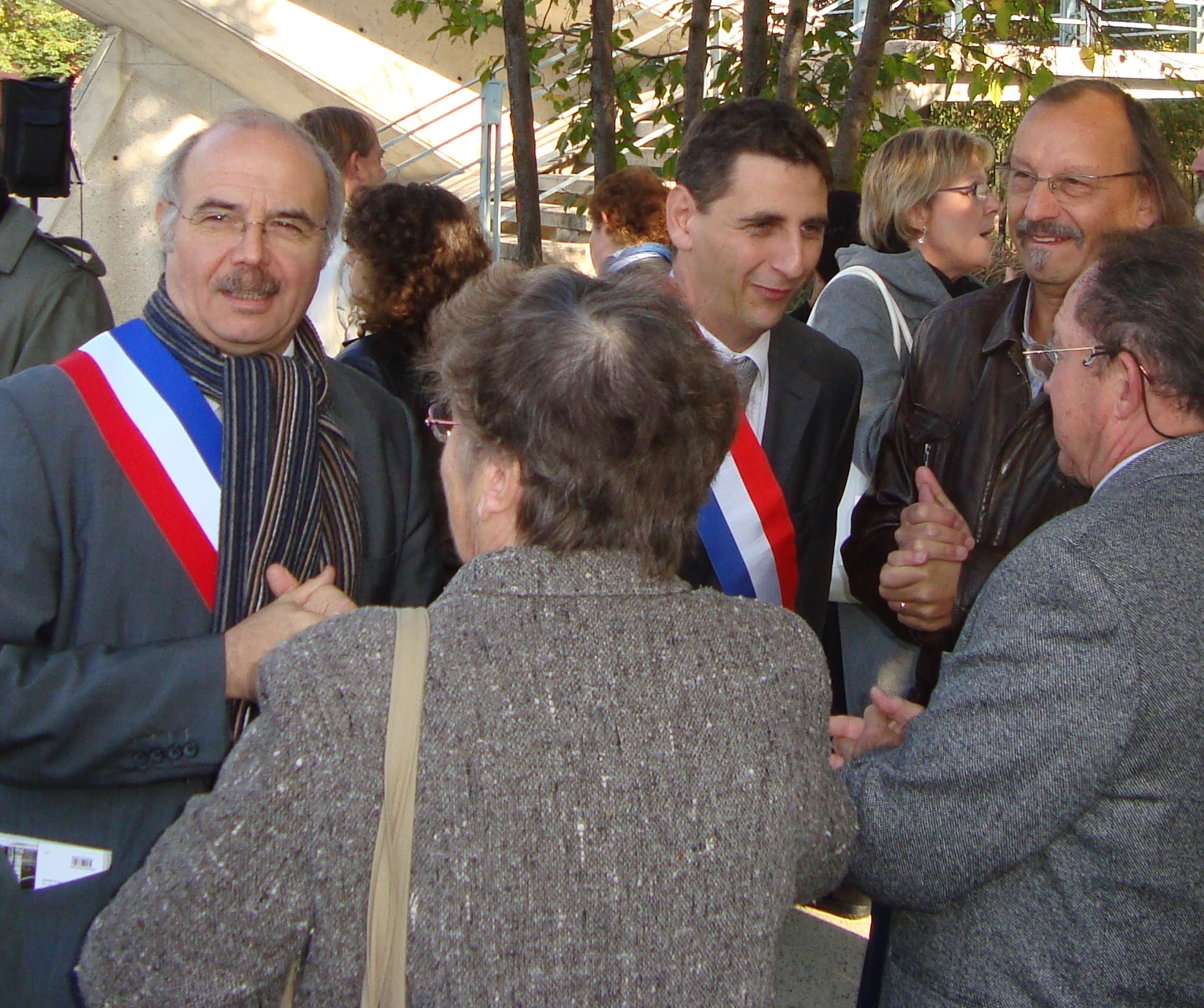
Avec le maire Jacques Salvator et le député Daniel Goldberg à la commémoration du 17 octobre 1961.

À la suite des incidents de la Bastille, Daeninckx a accusé Gérard Delteil d'avoir triché pour obtenir le prix du Quai des Orfèvres, dix ans auparavant. Delteil a engagé un procès en diffamation contre Daeninckx qui a été condamné en première instance par la 17e Chambre correctionnelle du tribunal de Paris, jugement confirmé en appel.
Patrick Besson, plusieurs fois attaqué par Daeninckx, a publié un roman traçant le portrait d'un délateur compulsif sous le titre transparent de Didier dénonce (éditions Gérard de Villiers, 1997).
En juillet 2001, le journal Politis, titre sur « L'affaire Daeninckx » en accusant l'écrivain de procédés staliniens et dénonce « le délire d’un écrivain qui organise des procès de Moscou à Paris », ce qui lui a valu un droit de réponse publié en octobre.
Il parraine le Salon du livre d'expression populaire et de critique sociale d'Arras.

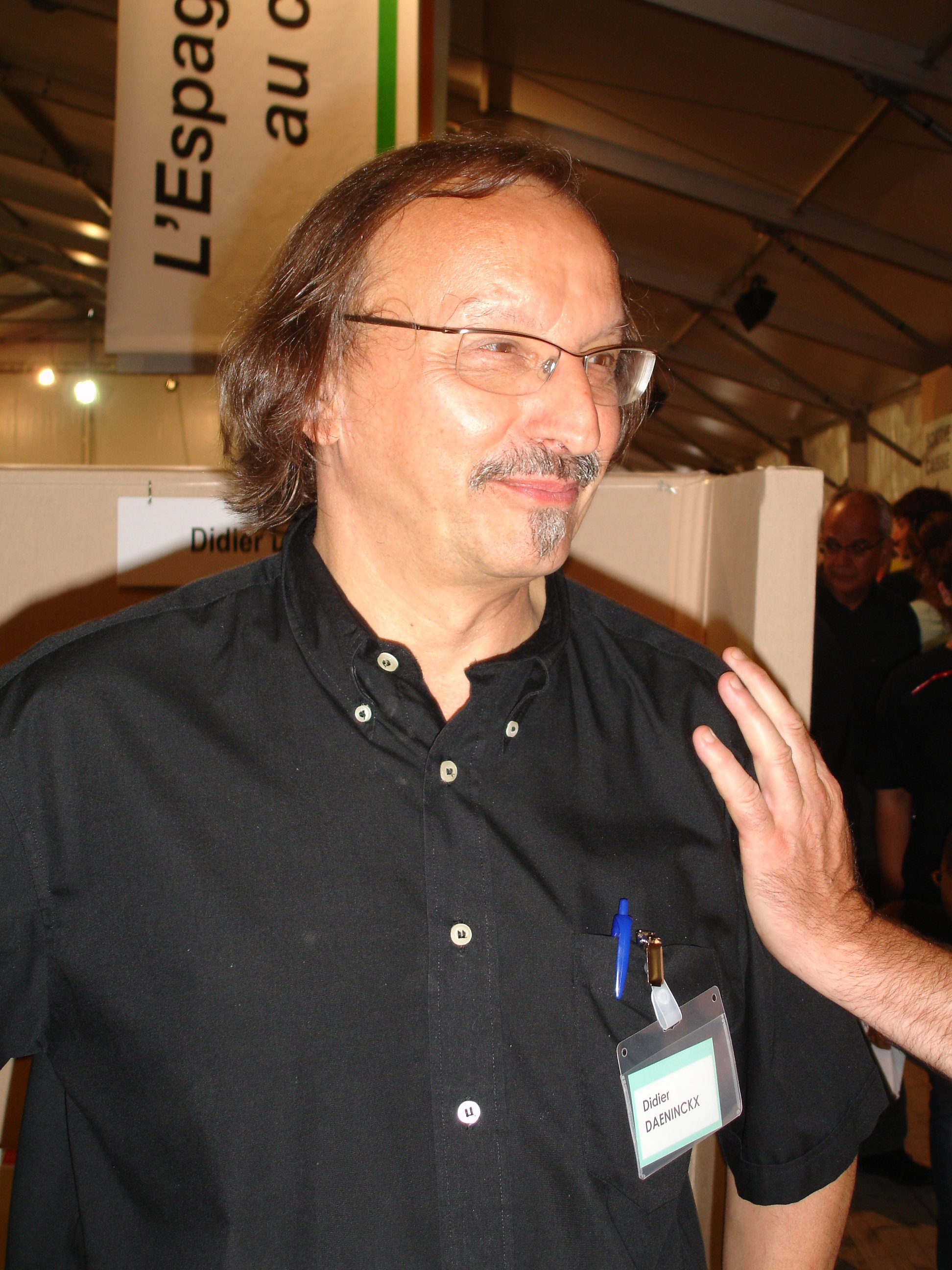
Didier Daeninckx à la Fête de l'Humanité en 2006.

Guy Dardel a consacré un livre à Didier Daeninckx, Le Martyr imaginaire (2005). L'écrivain se sentant diffamé a engagé une procédure judiciaire contre Guy Dardel et a été débouté en première instance et en appel.
Aux élections européennes de 2009, il a soutenu publiquement la liste du Front de Gauche de Marie-George Buffet et Jean-Luc Mélenchon. Au lendemain du premier tour de l'élection présidentielle de 2017, il publie une tribune dans Libération reprochant à Jean-Luc Mélenchon de ne pas donner de consigne de vote entre Marine Le Pen et Emmanuel Macron en vue du second tour et lui demandant de ne plus arborer le triangle rouge qu'il porte en symbole de la lutte contre l'extrême-droite,.
En 2018, il publie Artana ! Artana !, livre dans lequel il dénonce le clientélisme à Aubervilliers, puis part s'installer à Fontenay-sous-Bois (Val-de-Marne),. En 2020, il publie un nouveau pamphlet Banlieue naufragée dans lequel il dresse un réquisitoire contre le clientélisme à l'œuvre dans plusieurs villes de la Seine-Saint-Denis, notamment Aubervilliers, Bagnolet et Saint-Denis.
Pour le second tour des élections municipales de 2020, qui oppose deux listes comprenant des militants communistes à celle menée par une conseillère régionale UDI, il appelle à soutenir cette dernière liste.

### Lutte contre le négationnisme
Didier Daeninckx dénonce avec obstination ce qu'il considère comme relevant du négationnisme.
En 2002, Didier Daeninckx a fait condamner pour diffamation le militant négationniste Serge Thion. Serge Quadruppani se plaint de l'acharnement de Didier Daeninckx qui l'accuse aussi de négationnisme, ainsi que des pressions qu'il exercerait pour lui interdire toute tribune médiatique et tout festival. Didier Daeninckx, ex-adhérent, puis compagnon de route du Parti communiste, a soutenu lors des élections municipales de mars 2008 la liste socialiste de Jacques Salvator à Aubervilliers contre la liste communiste. Il s'en explique en soulignant que sur cette liste figurait le communiste orthodoxe Jean-Jacques Karman, ainsi que des amis du chercheur Claude Karnoouh pour qui « les chambres à gaz n'ont pas existé ».

## Œuvre

### Romans

#### SérieLes Enquêtes de l'inspecteur Cadin
- 1982 : Mort au premier tour, Paris, Librairie des Champs-Élysées, coll. « Le Masque » no 1692 ; réédition dans une version intégralement réécrite[21], Paris, Denoël, 1997  (ISBN 2-207-24548-9) ; réédition, Paris, Gallimard, coll. « Folio policier » no 34, 1998  (ISBN 2-07-040566-4)
- 1983 : Meurtres pour mémoire, Paris, Gallimard, coll. « Série noire » no 1945 ; réédition, Paris, Gallimard, coll. « Folio » no 1955, 1988  (ISBN 2-07-038049-1) ; réédition, Paris, Gallimard, coll. « Folio policier » no 15, 1998  (ISBN 2-07-040649-0) Grand prix de littérature policière 1985 ; Prix Paul Vaillant Couturier 1984 
 Adaptations :
  - Télévision : Meurtres pour mémoire, téléfilm réalisé par Laurent Heynemann, TF1/Hamster, 1985 ;
  - Bande dessinée : Meurtres pour mémoire, dessins de Jeanne Puchol, Futuropolis ;
  - Radio : Meurtres pour mémoire, (200 min), France Culture, 2003

- Radio : Le Géant inachevé, (90 min), France Culture, 1986

- Radio : Le Bourreau et son double (90 min), France Culture, 1991

#### SérieUne enquête de Gabriel Lecouvreur dit le Poulpe
- 1996 : Nazis dans le métro, Paris, éditions Baleine, coll. « Le Poulpe » no 7, réédition, Paris, EJL, coll. « Librio » no 222, 1998  (ISBN 2-277-30222-8) ; réédition revue par l'auteur, Paris, Gallimard, coll. « Folio policier » no 446, 2006  (ISBN 978-2-07-034172-6)
- 2000 : Éthique en toc, Paris, éditions Baleine, coll. « Le Poulpe » no 185)  (ISBN 2-84219-250-8), réédition, Paris, EJL, coll. « Librio noir » no 526, 2002  (ISBN 2-290-31861-2) ; réédition, Paris, Gallimard, coll. « Folio policier » no 586, 2010  (ISBN 978-2-07-039680-1)
- 2003 : La Route du Rom, Paris, éditions Baleine, coll. « Le Poulpe » no 247  (ISBN 2-84219-408-X) ; réédition, Paris, Gallimard, coll. « Folio policier » no 375, 2005  (ISBN 2-07-031584-3)

#### Autres romans
- 1984 : Le Der des ders, Paris, Gallimard, coll. « Série noire » no 1986) ; réédition, Paris, Gallimard, coll. « Folio » no 2692, 1995  (ISBN 2-07-039281-3) ; réédition, Paris, Gallimard, coll. « Folio policier » no 59, 1999  (ISBN 2-07-040806-X) Adaptation :
  - Bande dessinée : illustrations de Jacques Tardi, Paris, Casterman, 1997

1985 : Métropolice, Paris, Gallimard, coll. « Série noire » no 2009) ; réédition, Paris, Gallimard, coll. « Folio » no 2971, 1997  (ISBN 2-07-039281-3) ; réédition, Paris, Gallimard, coll. « Folio policier » no 86, 1999  (ISBN 2-07-040828-0)
- - Radio : Métropolice (90 min), France Culture, 1987

- 1986 : Play-Back, Paris, éditions de L'Instant, coll. « L'Instant noir » ; réédition, Paris, Gallimard, coll. « Folio » no 2635, 1994  (ISBN 2-07-038701-1) ; réédition, Paris, Gallimard, coll. « Folio policier » no 131, 2001  (ISBN 2-07-041036-6) Prix Mystère de la critique 1987
- 1987 : Lumière Noire, Paris, Gallimard, coll. « Série noire » no 2109) ; réédition, Paris, Gallimard, coll. « Folio » no 2530, 1993  (ISBN 2-07-038778-X) ; réédition, Paris, Gallimard, coll. « Folio policier » no 65, 1999  (ISBN 2-07-040810-8) Adaptation :
  - Cinéma : Lumière noire, film français réalisé par Med Hondo, 1994

- Bande dessinée : Hors limites, dessins de Asaf Hanuka, Paris, éditions Hors Collection, coll. « Oneshot », 2000 (ISBN 2-258-05598-9)

- Radio : Des Kanak à Paris, (50 min), France Culture (1998) ;
- Bande dessinée : illustrations d'Emmanuel Reuzé, Paris, EP éditions, coll. « Atmosphères », 2009 ; réédition, Paris, EP Médias 2017

- Bande dessinée : illustrations d'Emmanuel Reuzé, Paris, EP éditions, 2012  (ISBN 978-2-84810-393-8)

- Bande dessinée : Missak, l'enfant de l'Affiche rouge, dessins de Laurent Corvaisier, conception graphique par Alain Serres, Voisins-le-Bretonneux, éditions Rue du monde, 2009  (ISBN 978-2-35504-080-1) - Prix de la Presse des jeunes du Salon du livre et de la presse jeunesse et du Syndicat de la presse des jeunes, Salon du livre et de la presse de jeunesse de Montreuil, 2009

### Recueils de nouvelles
- 1989 : Non-lieux, Paris, éditions de l'Instant, coll. « L'Instant noir » no 23 - Hors série  (ISBN 2-86929-136-1)
- 1992 : Zapping, Paris, Denoël ; réédition, Paris, Gallimard, coll. « Folio » no 2558, 1994  (ISBN 2-07-038845-X) Prix Louis-Guilloux 1993
 Adaptation d'une nouvelle :
  - Radio : La Place du mort, (15 min), France Culture, 1998

- Théâtre : Yvonne, la madone de la Plaine, mise en scène Jean-Marc Culiersi, Studio Théâtre de Saint-Denis, 1997

### Nouvelles
- 1993 : Mort en l'île
- 1994 : Le Reflet
- 1998 : le Salaire du Sniper
- 2003 : Les corps râlent, Paris, Eden Productions, coll. « Eden fictions »  (ISBN 2-913245-59-5)
- 2012 : Les Négatifs de la Canebière, illustrations Loustal, Paris, Société éditrice du Monde, coll. « Les petits polars du "Monde" » no 1  (ISBN 978-2-36156-054-6)
- 2013 : Voiles de mort, illustrations de Loustal, Paris, Société éditrice du Monde, coll. « Les petits polars du "Monde" » no 2  (ISBN 978-2-36156-117-8)
- 2013 : La Sueur d'une vie, dans le recueil Femmes en colère, Serres-Morlaàs, éditions Atelier IN8, coll. « Polaroïd »  (ISBN 978-2-36224-041-6)
- 2013 : Une oasis dans la ville, édition présentée, annotée et commentée par Alexis Liguaire, Paris, Larousse, coll. « Petits classiques Larousse. Les contemporains, classiques de demain » no 202  (ISBN 978-2-03-587384-2)
- 2014 : L’Esclave du lagon, édition présentée, annotée et commentée par Alexis Liguaire, Paris, Larousse, coll. « Petits classiques Larousse. Les contemporains, classiques de demain » no 217  (ISBN 978-2-03-587410-8)
- 2014 : Retour à Béziers, Lagrasse, Verdier  (ISBN 978-2-86432-771-4)Prix du livre numérique 2014
- 2016 : La Vengeance de Reama, édition présentée, annotée et commentée par Alexis Liguaire, Paris, Larousse, coll. « Petits classiques Larousse. Les contemporains, classiques de demain » no 244  (ISBN 978-2-03-587412-2)
- 2017 : Dans la jungle, édition présentée, annotée et commentée par Alexis Liguaire, Paris, Larousse, coll. « Petits classiques Larousse. Les contemporains, classiques de demain » no 260  (ISBN 978-2-03-591501-6)
- 2018 : Le Maquis des Justes, Larousse, coll. « Petits classiques Larousse. Les contemporains classiques de demain »  (ISBN 978-2035919335)
- 2020 : Opération Pangolin, Rouge Cent. Les éditions Arcane 17
- 2022 : Rions noir, avec des dessins d'Alex Jordan, éditions Créaphis

### Ouvrages de littérature d'enfance et de jeunesse

#### SérieLes Trois Secrets d'Alexandra
- 2002 : Il faut désobéir (tome 1), illustrations de Pef, Voisins-le-Bretonneux, éditions Rue du Monde, coll. « Histoire d'histoire »  (ISBN 2-912084-34-2)
- 2004 : Un violon dans la nuit (tome 2), illustrations de Pef, Voisins-le-Bretonneux, éditions Rue du Monde, coll. « Histoire d'histoire »  (ISBN 2-912084-85-7)
- 2004 : Viva la liberté ! - 1939 à 1945, la Résistance (tome 3), illustrations de Pef, Voisins-le-Bretonneux, éditions Rue du Monde, coll. « Histoire d'histoire »  (ISBN 2-915569-09-6)

#### Autres ouvrages de littérature d'enfance et de jeunesse
- 1986 : La Fête des mères, illustré par Pym, Paris, Syros coll. « Souris noire » no 7  (ISBN 2-86738-157-6)
- 1988 : Le Chat de Tigali, illustré par Vincent Descotils, Paris, Syros, coll. « Souris noire » no 33 ; réédition, illustré par André Juillard, Paris, Syros, coll. « Souris noire » no 2, 1996  (ISBN 2-84146-033-9) ; réédition, Paris, Syros, coll. « Mini souris noire » no 1, 1997  (ISBN 2-84146-405-9)) ; réédition dans une nouvelle présentation, Paris, Syros jeunesse, coll. « Mini souris noire » no 1, 2007  (ISBN 978-2-7485-0568-9) Prix Polar Jeunes 1988
 Adaptation :
  - Théâtre : Le Chat de Tigali, mise en scène Didier Kerckaert (Cie Théâtre octobre), 2000

### Scénarios de bande dessinée
- 1990 : Arcadius Cadin, dessins de Jean-Pierre Coureuil, Amiens, Encrage
- 1993 : La Page cornée, dessins de Mako, L'Hebdo (Lens) ; réédition en volume, éditions Bérénice, 1999  (ISBN 2-911232-16-X) ; réédition, Gingko, 2016
- 1999 : Carton jaune !, dessins de Asaf Hanuka, Paris, éditions du Masque coll. « Atmosphères » ; réédition, Paris, EP Médias, coll. « Atmosphères », 2004  (ISBN 2-84810-051-6) ; réédition, Paris, EP Médias, coll. « Atmosphères », 2017  (ISBN 978-2-84810-397-6)[25]
- 1998 : Varlot Soldat, dessins de Jacques Tardi, Paris, L'Association, coll. « & ; 20 »  (ISBN 2-84414-010-6)
- 2003 : Le Train des oubliés, dessins de Mako, Paris, EP Éditions, coll. « Petits meurtres »  (ISBN 2-84810-030-3)
- 2004 : Bravado, tome 1 : L'origine du Nouveau Monde, dessins de Mako, Paris, EP éditions, coll. « Trilogies »  (ISBN 2-84810-078-8)
- 2005 : Air conditionné, dessins de Mako, Lille-Wazemmes, éditions Nuit myrtide  (ISBN 2-913192-37-8)
- 2007 : Levée d'écrou, dessins de Mako, Imbroglio  (ISBN 978-2-914-96617-7) ;
- 2008 : Les Baraques du Globe, dessins de Didier Collobert, Dinan, Terre de brume  (ISBN 978-2-84362-368-4) ; réédition sous le titre Baraques du Globe, Montpellier, éditions Publie.net, coll. « Temps réel », 2017  (ISBN 978-2-37177-523-7)
- 2009 : Nos ancêtres les Pygmées, dessins de Jacques Ferrandez, Voisins-le-Bretonneux, éditions Rue du Monde, coll. « Histoire d'histoire »  (ISBN 978-2-35504-079-5)
- 2010 : Le maître est un clandestin[26], dessins de Jacques Ferrandez, Voisins-le-Bretonneux, éditions Rue du Monde, coll. « Histoire d'histoire »  (ISBN 978-2-35504-118-1)
- 2010 : Dernière station avant l'autoroute, adaptation du roman de Hugues Pagan, dessins de Mako, éditions Rivages-Casterman-Noir  (ISBN 978-2-203-02946-0) Prix Polar 2010 du Meilleur One Shot décerné au Festival Polar de Cognac le 15 octobre 2010
- 2011 : Octobre noir, dessins de Mako, préface de Benjamin Stora, Anthy-sur-Léman, Ad Libris éditions  (ISBN 978-2-918462-11-8)
- 2011 : Bagnoles, Tires et Caisses, Grenoble, Jérôme Millon éditeur  (ISBN 978-2-84137-271-3)
- 2011 : Bravado, tome 2 : Texas Exil, dessins de Mako, Paris, EP éditions, coll. « Atmosphères »,  (ISBN 978-2-84810-324-2)
- 2013 : La Différence, adaptation du roman de Charles Willeford, dessins de Mako, éditions Rivages-Casterman-Noir  (ISBN 978-2-203-06094-4)
- 2013 : La Main rouge, dessins de Mako, postface de Pascal Blanchard, Anthy-sur-Léman, Ad Libris éditions, coll. « Arrêt sur histoire »  (ISBN 978-2-918-46210-1)
- 2014 : La Chute d'un ange, dessins de Mako, Paris, Casterman  (ISBN 978-2-203-08128-4)
- 2017 : Matin de canicule, dessins de Mako, Voisins-le-Bretonneux, éditions Ep  (ISBN 978-2-889-32053-0)
- 2023 : Tueur d'étoiles, dessins de Mako, couleurs de Osuch, éditions Félès  (ISBN 978-2-491-48317-3)
- 2024 : Missak Manouchian, une vie héroïque, dessins de Mako, couleurs de Osuch, Paris, Les Arènes  (ISBN 979-10-375-1108-9)

### Novélisation
- 1994 : Un château en Bohême, une enquête de Novacek, Paris, Denoël ; réédition, Paris, Gallimard, coll. « Folio » no 2865, 1996  (ISBN 2-07-040109-X) ; réédition, Paris, Gallimard, coll. « Folio policier » no 84, 1999  (ISBN 2-07-040826-4)

### Essais
- 1994 : Jirinovski, le Russe qui fait trembler le monde, en collaboration avec Pierre Drachline, Paris, Cherche-Midi éditeur, coll. « Documents »  (ISBN 2-86274-325-9)
- 1997 : Le Goût de la vérité : réponse à Gilles Perrault, Lagrasse, Verdier,  (ISBN 2-86432-277-3)
- 1997 : Négationnistes, les chiffonniers de l'Histoire, ouvrage collectif, Villeurbanne, éditions Golias / Paris, éditions Syllepse  (ISBN 2-911453-18-2)
- 1997 : Paroles à la bouche du présent, ouvrage collectif, Marseille, éditions Al Dante  (ISBN 2-911073-06-1)
- 1997 : Le Jeune Poulpe contre la vieille taupe, Paris, Éditions Bérénice / Montataire, éditions Valmont, coll. « Cétacé »  (ISBN 2-911232-05-4)
- 1998 : Au nom de la loi, essai en collaboration avec Valère Staraselski, Paris, éditions Bérénice / Grigny, Paroles d'aube, coll. « Cétacé »  (ISBN 2-84384-014-7)
- 2020 : Municipales : banlieue naufragée, coll. « Tracts », Gallimard

### Autres publications
- 1989 : Quartier du Globe, illustrations de Jean-Claude Göttling, Montreuil, éditions Folies d'encre  (ISBN 2-907337-03-3)
- 1996 : À nous la vie !, photographies de Willy Ronis, Paris, Hoëbeke  (ISBN 2-84230-009-2)
- 1997 : Didier Daeninckx, Écrire en contre. Entretiens avec Christiane Cadet, Robert Deleuse et Philippe Videlier, suivis de L'Écriture des abattoirs, Vénissieux, éditions Paroles d'aube  (ISBN 2-909096-70-X)
- 1999 : Belleville Ménilmontant, photos de Willy Ronis, Paris, Hoëbeke  (ISBN 2-84230-081-5)
- 1999 : Banlieue Nord, Saussines, éditions Cadex, coll. « L'anthrope »  (ISBN 2-905910-95-X)
- 2005 : Chut plus de bruit (France Culture)
- 2008 : Petit éloge des faits divers, Paris, Gallimard, coll. « Folio 2 euros » no 4788  (ISBN 978-2-07-035630-0)
- 2008 : La Mémoire longue : textes et images 1986-2008, Paris, le Cherche Midi, coll. « Voix publiques »  (ISBN 978-2-7491-1336-4)
- 2009 : La Rumeur d'Aubervilliers[27], (Le Temps des Noyaux)
- 2009 : L'Affranchie du périphérique, Ivry-sur-Seine, éditions de l'Atelier  (ISBN 978-2-7082-4067-4) ; réédition, Montpellier, éditions Publie.net, 2017  (ISBN 978-2-37177-522-0)
- 2009 : Debussy, dessins de Joe G. Pinelli, éditions BD-Music, coll. « BD classique »  (ISBN 978-2-84-907381-0)
- 2010 : Gens du rail, photographies de Georges Bartoli, Toulouse, éditions Privat  (ISBN 978-2-7089-1761-3)
- 2011 : Weepers Circus, N'importe où, hors du monde (2011). Il s'agit d'un livre-disque dans lequel participe une quarantaine d'invités aux titres d'auteurs ou d'interprètes: Didier Daeninckx y signe un texte inédit (non mis en musique) consacré à sa propre interprétation de ce titre énigmatique de N'importe où, hors du monde
- 2013 : La pub est déclarée ! : 1914-1918, Paris, éditions Hoebeke  (ISBN 978-2-84230-489-8)
- 2014 : La Grande Échappée, Ska éditions
- 2014 : 80' Le grand mix, photographies de Pierre Terrasson, Paris, éditions Hugo-Desinge  (ISBN 978-2-7556-1613-2)
- 2015 : Novellas, volume 1, Paris, Le Cherche Midi
- 2015 : Didier Daeninckx présente 21 récits policiers, Paris, éditions Magnard, coll. « Classiques & contemporains : collège-LP » no 160  (ISBN 978-2-210-74349-6)
- 2015 : L'École des colonies, Paris, éditions Hoebeke  (ISBN 978-2-84230-536-9)
- 2016 : Novellas, volume 2, Paris, Le Cherche Midi
- 2016 : Un parfum de bonheur, photographies de France Demay, Paris, Gallimard  (ISBN 978-2-07-017956-5)
- 2017 : Novellas, volume 3, Paris, Le Cherche Midi
- 2018 : Belleville Ménilmontant, avec Willy Ronis, Éditions Hoëbeke, Paris  (ISBN 9782-84230-081-4)
- 2019 : Abécédaire des sixties en pays pantois, éditions Le Passage des heures Saint-Savinien  (ISBN 978-2-491497-03-3)
- 2020 : Endorphine, photos de Frédéric Stucin, éditions Filigranes

## Filmographie

### Adaptations au cinéma
- 1994 : Lumière noire, film français, de Med Hondo
- 1997 : Héroïnes, de Gérard Krawczyk, d'après le roman Play-Back
- 2002 : La Repentie, de Lætitia Masson
- 2010 : Douche franche, de Antonin Toty-Péroche et Geoffrey Wemelle (Court-métrage)

### Adaptations à la télévision
- 1985 : Meurtres pour mémoire, téléfilm de Laurent Heynemann (Série noire)
- 2008 : La mort n'oublie personne, téléfilm de Laurent Heynemann
- 2009 : On achève bien les disc-jockeys, téléfilm de Orso Miret

### Scénarios
- 1994 : Novacek (série télévisée en 6 épisodes)
- 1997 : A chacun son tour, téléfilm français réalisé par Jean-Jacques Khan
- 1997 : Le Premier qui dit non, téléfilm français réalisé par Maurice Failevic

### Présentations
- 2014-2015 : Frères d'armes, série télévisée historique de Rachid Bouchareb et Pascal Blanchard : présentation de Nissim de Camondo et Haroun Tazieff

## Récompenses et distinctions
- Trophées 813 du meilleur roman 1984 pour Le Géant inachevé[28]
- Grand prix de littérature policière 1985 pour Meurtres pour mémoire[29]
- Prix Mystère de la critique 1987 pour Play-Back[30]
- Prix Eugène Dabit du roman populiste 1990 pour Le Facteur fatal[31]
- Prix Goncourt du Livre de Jeunesse 1998[32] pour La Papillonne de toutes les couleurs, illustrations de Michel Boucher
- Prix Goncourt de la nouvelle 2012 pour L'Espoir en contrebande[33]